# Neon ellamae
Neon ellamae är en spindelart som beskrevs av Gertsch, Ivie 1955. Neon ellamae ingår i släktet Neon och familjen hoppspindlar. Inga underarter finns listade i Catalogue of Life.